# جبریان
جبریان، یا سلسله جبریان که به بنی جبر نیز شناخته می‌شوند؛ سلسله‌ای در ناحیه شرقی عربستان بودند که در قرن نهم هجری پایه گذاری شدند. این قبیله فراز نشیب های زیادی را تجربه کرد و بارها بر مناطق متعددی از جمله بحرین تسلط یافت. این سلسله در نهایت به سال ۱۰۰۰ و به دست ترکان، به طور کلی منقرض گردید.

## منطقه
منطقه زندگانی این سلسله، در احساء، واقع در ناحیه شرقی عربستان بوده‌است.

## تاریخچه
در قرن نهم هجری، سیف بن زامل بن جبر، بر ضد آخرین والی جروانیها که از بازماندگان قرامطه در منطقه بودند، قیام کرده و او را از میان برداشت. با عملکردهای سیف، مردم منطقه به وی متمایل شدند و سلسله جبریان در این منطقه بنا نهاده شد. پس از مرگ سیف، اجود که در رمضان ۸۲۱ ه.ق در بادیه احساء و قطیف متولد شده بود، جانشین برادرش سیف گردید. در اواخر قرن نهم، حساسیت منطقه تحت نظارت جبریان، بالاتر رفته و استعمارگران پرتغالی وارد منطقه شدند. از سوی دیگر صفوی ها و عثمانی ها بر سر سلطنت بر این منطقه با هم وارد مناقشه شدند. اجود در این شرایط، قلمروی خود را به طرف مغرب تا نجد و به سوی مشرق تا بحرین و عمان توسعه داد و از مناطق آن حوالی، خراج می‌گرفت. وی که از مذهب مالکی طرفداری می‌کرد، منصب قضا را که زمانی در دست شیعیان بود، به مالکی مذهبان سپرد. برخی منابع تعداد حجاجی که تحت سرپرستی وی به مکه درآمده بودند را سی هزار تن گزارش کرده اند.
پس از اجود، مقرن، پسر بزرگتر اجود جانشینی او را عهده دار شد. در دوران ریاست وی بر سلسله جبریان، پرتغالی‌ها توانستند بحرین را تصرف کنند. بعد از مدتی مقرن بر بحرین و قطیف چیره شد و توانست پرتغالی ها را از انجا اخراج و دست آنان را از منطقه قطع نماید. وی در اقدامی، راه کشتی های تجاری بین بصره و هرمز را نیز بست. پرتغالی ها برای بازپس گیری بحرین، لشکری را به سمت بحرین روانه کردند؛ مقرن نیز که برای حج به مکه عزیمت کرده بود، زمانی به بحرین بازگشت که سپاهیان پرتغالی، در بحرین جا گرفته بودند. پس از مدتی جنگی زمینی در گرفت و مقرن کشته شد. پس از مرگ مقرن و سقوط بحرین، شاه هرمز علیه پرتغالی های اشتغالگر قیامی شکل داد و بحرین نیز به این قیام پیوست. حسین بن سعید از سرداران جبری بود که قیام مردم بحرین را مدیریت می کرد. این سردار جبری توانست حاکم پرتقالی بحرین را به تقل رسانده و مجدد بحرین را بازپس گیرد. پس از مدتی حسین بن سعید، با پرتغالی ها بر سر خارج کردن محافظان نظامی ایران از صُحار به توافق رسید و در قبال آن حکومت وی بر این منطقه، مورد تأیید پرتغالی ها قرار گرفت.
با شروع سده دهم، جبریان به جهت پیشروی عثمانی ها از شمال و لشکریان شریف مکه از مغرب، دچار ضعف شدند؛ سرانجاک در سال ۱۰۰۰، ترکان بر سرزمین احساء استیلاء یافتند و فاتح پاشا، نایب دولت عثمانی در ان منطقه گردید و دولت آل اجود جبری در آن منطقه به طور کلی منقرض شد.